# Jerzy Bregman

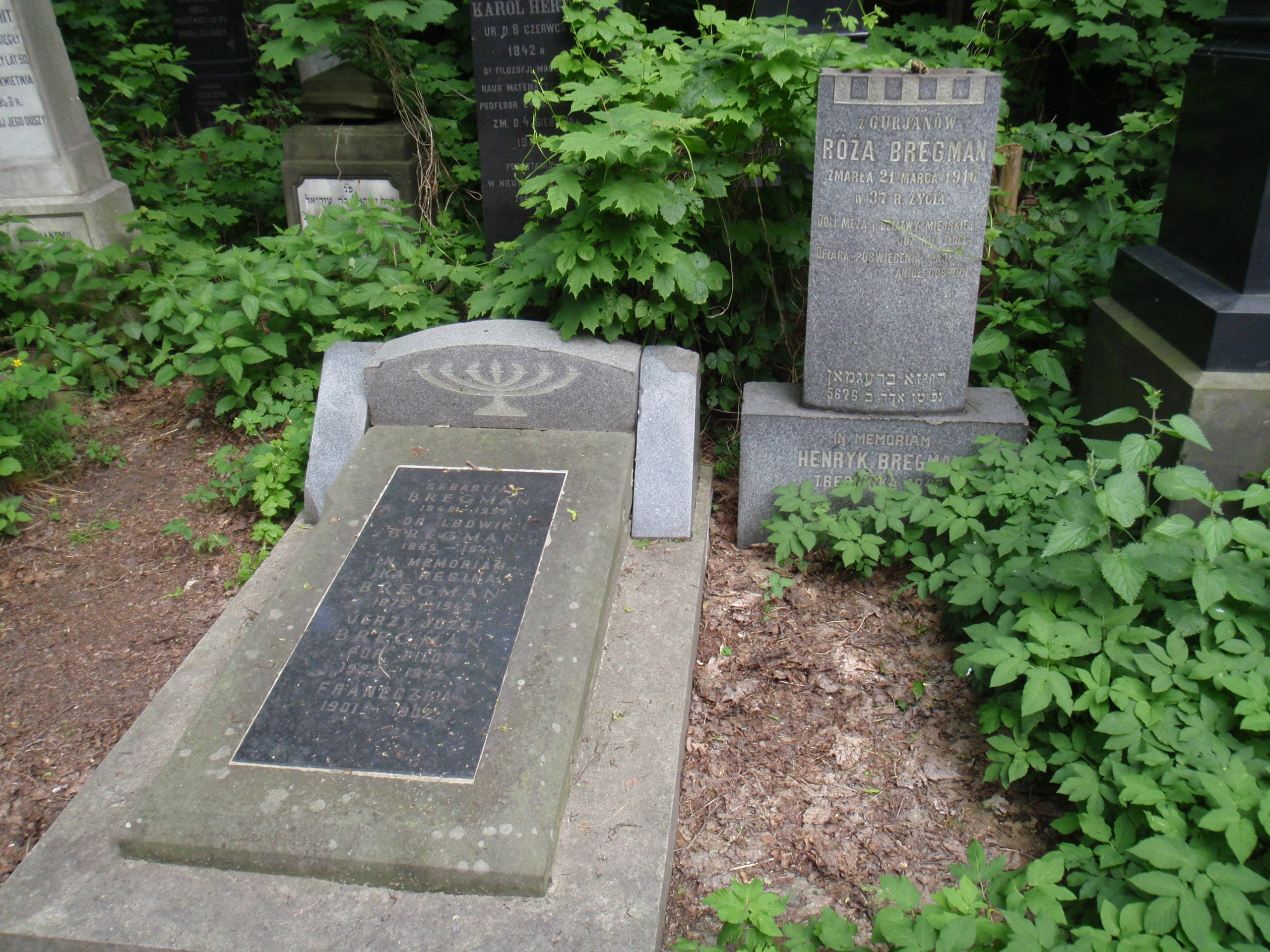
Symboliczny grób Jerzego Bregmana na cmentarzu żydowskim w Warszawie (po lewej)

Jerzy Józef Bregman (ur. 15 listopada 1922 w Warszawie, zm. 19 lipca 1944) – podporucznik polskiego dywizjonu 300 w Wielkiej Brytanii.

## Życie
Był synem Leona i Bronisławy z d. Halberstein oraz wnukiem Ludwika. W latach 1934–1939 uczył się w I Państwowym Gimnazjum i Liceum im. Stefana Batorego w Warszawie, ale maturę zdał w Londynie w 1940.
Podczas II wojny światowej podporucznik nawigator Polskich Sił Powietrznych na Zachodzie, brał udział m.in. w bombardowaniu Japończyków w Birmie. Był kronikarzem Dywizjonu 300 od kwietnia 1944 do śmierci. Zginął wraz z załogą bombowca zestrzelonego podczas nalotu na wybrzeże holenderskie (prawdopodobnie utonął w morzu). Jego symboliczny grób znajduje się na cmentarzu żydowskim w Warszawie (kwatera 71-1-65).

## Ordery i odznaczenia
- Krzyż Walecznych[2]
- Medal Lotniczy (dwukrotnie)[2]